# Lista de prefeitos de Jacobina
|                   | Coronel Manoel Cardoso Dos Santos 2º Intendente - 1904 - 1908 |
|                   | Coronel Arsênio Cezar de Moraes 3º Intendente - 1909 - 1911   |
|                   | Coronel Ernestino Alves Pires 4º Intendente - 1912 - 1919     |
|                   | Francisco Rocha Pires 5º Intendente - 1920 - 1925             |
|                   | Coronel Galdino Cezar de Moraes 6º Intendente - 1926 - 1928   |
|                   | Coronel José Rocha Pires 7º Intendente - 1929 - 1930          |
|                   | Reynaldo Jacobina Vieira 1931 - 1942                          |
|                   | José Pinho de Freitas 01/1943 - 11/1943                       |
|                   | José Joaquim de Almeida Gouveia 12/1943 - 08/1944             |
|                   | José Marcelino da Silva 09/1944 - 11/1945                     |
|                   | Gustavo Souza 12/1945 - 03/1947                               |
|                   | Ubaldino Mesquita Passos 04/1947 - 01/1948                    |
|                   | Vicente Grassi 02/1948 - 01/0951                              |
|                   | João Batista Freitas de Matos 02/1951 - 03/1955               |
|                   | Orlando Oliveira Pires 05/04/1955 - 19/04/1959                |
|                   | Florivaldo Barberino 20/04/1959 - 07/04/1963                  |
|                   | Ângelo Mário Moura Costa Brandão 08/04/1963 - 07/04/1967      |
|                   | José Prado Alves 08/04/1967 - 31/01/1971                      |
|                   | Fernando Mário Pires Daltro 01/02/1971 - 30/01/1973           |
|                   | Gilberto Dias Miranda 01/02/1973 - 31/01/1977                 |
|                   | Flávio Antônio Mesquita Marques 01/02/1977 - 31/01/1983       |
|                   | Carlos Alberto Pires Daltro 01/02/1983 - 31/12/1988           |
|                   | Manoel Ignácio Brandão Martins Pires 01/01/1989 - 31/12/1992  |
|                   | Carlos Alberto Pires Daltro 01/01/1993 - 31/12/1996           |
|                   | Leopoldo Moraes Passos 01/01/1997 - 31/12/2000                |
|                   | Leopoldo Moraes Passos 01/01/2001 - 31/12/2004                |
|                   | Rui Rei Matos Macedo 01/01/2005 - 31/12/2008                  |
|                   | Valdice Castro Vieira da Silva 01/01/2009 - 31/12/2012        |
|                   | Rui Rei Matos Macedo 01/01/2013 - 31/12/2016                  |
| Foto indisponível | Luciano Pinheiro da Locar 01/01/2017 - 31/12/2020             |
| Foto indisponível | Tiago Manoel Dias Ferreira 01/01/2021 - 31/12/2024            |
|                   | Valdice Castro Vieira da Silva 01/01/2025 - atualmente        |

1. ↑  «Site oficial da Prefeitura Municipal de Jacobina». Prefeitura Municipal de Jacobina. Consultado em 19 de julho de 2025